# Церква Святого Франциска (Кастро)
Церква Святого Франциско (ісп. Iglesia de San Francisco) — головна католицька церква столиці провінції Чилое.
У 1979 році церква була оголошена національною пам'яткою Чилі, а 30 листопада 2000 року — об'єктом Всесвітньої спадщини ЮНЕСКО («Церкви на островах Чилое», номер 971-003).

## Історія храму
Церква з іменем святого апостола Якова (іспанською – Сантьяго) мала використовуватися для євангелізації корінних народів Чилое, була побудована в 1567 році. Це був рік заснування самого міста  Сантьяго-де-Кастро. Костел кілька разів горів і перебудовувався до його остаточної реконструкції в 1771 році.
Останньою реконструкцією церкви керував священник фра Анхель Кустодіо Субіабре Оярсун, який керував церквою з 1901 по 1912 роки.
Церква розташована на одному боці Пласа-де-Армас міста Кастро, Чилі. Її площа дорівнює 1404 м2, ширина 52 м і висота 27 м. Висота купола   становить 32 метри, а висота  веж — 42 метри. Церква також відома як церква Святого Якова і помилково як «кафедральний собор», який насправді знаходиться в Анкуді, центрі однойменної єпархії.  Церква Сан-Франциско очолює одну з 24 парафій.

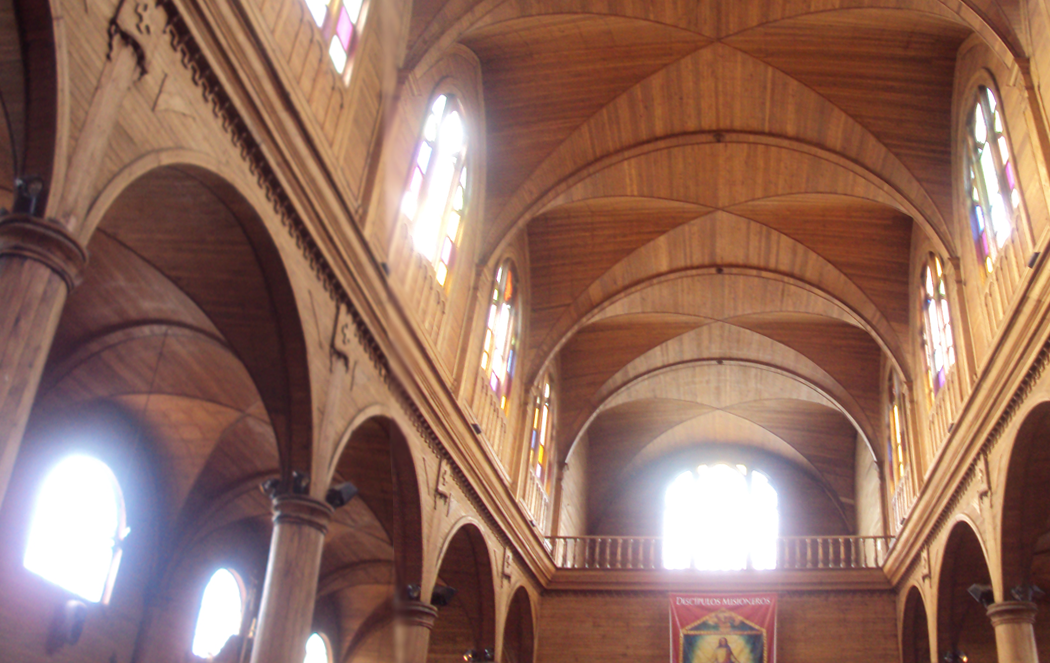
Церковна стеля.

## Особливості архітектури
Дизайн церкви є роботою італійського архітектора Едуардо Провасолі. Замість звичного стилю інших церков Чилое, стиль церкви Сан-Франциско є неоготичним. Церква була побудована теслями з Чилое під наглядом Сальвадора Сьєрпе.
Теслі використовували деревину з алерсу, кипарису та іншу місцеву деревину. Внутрішнє оздоблення зроблено з бука та олівілло, а фасад, дах і зовнішня обшивка - листів оцинкованого заліза.
Усередині церкви є зображення архангела Михаїла, який переміг сатану, зображення святого Альберто Уртадо та копія образу Ісуса, знайденого в церкві Кагуача у Кінчао, Чилое.
Фасад часто фарбують яскравими кольорами, що робить церкву родзинкою Пласа-де-Армас в Кастро.

## Галерея

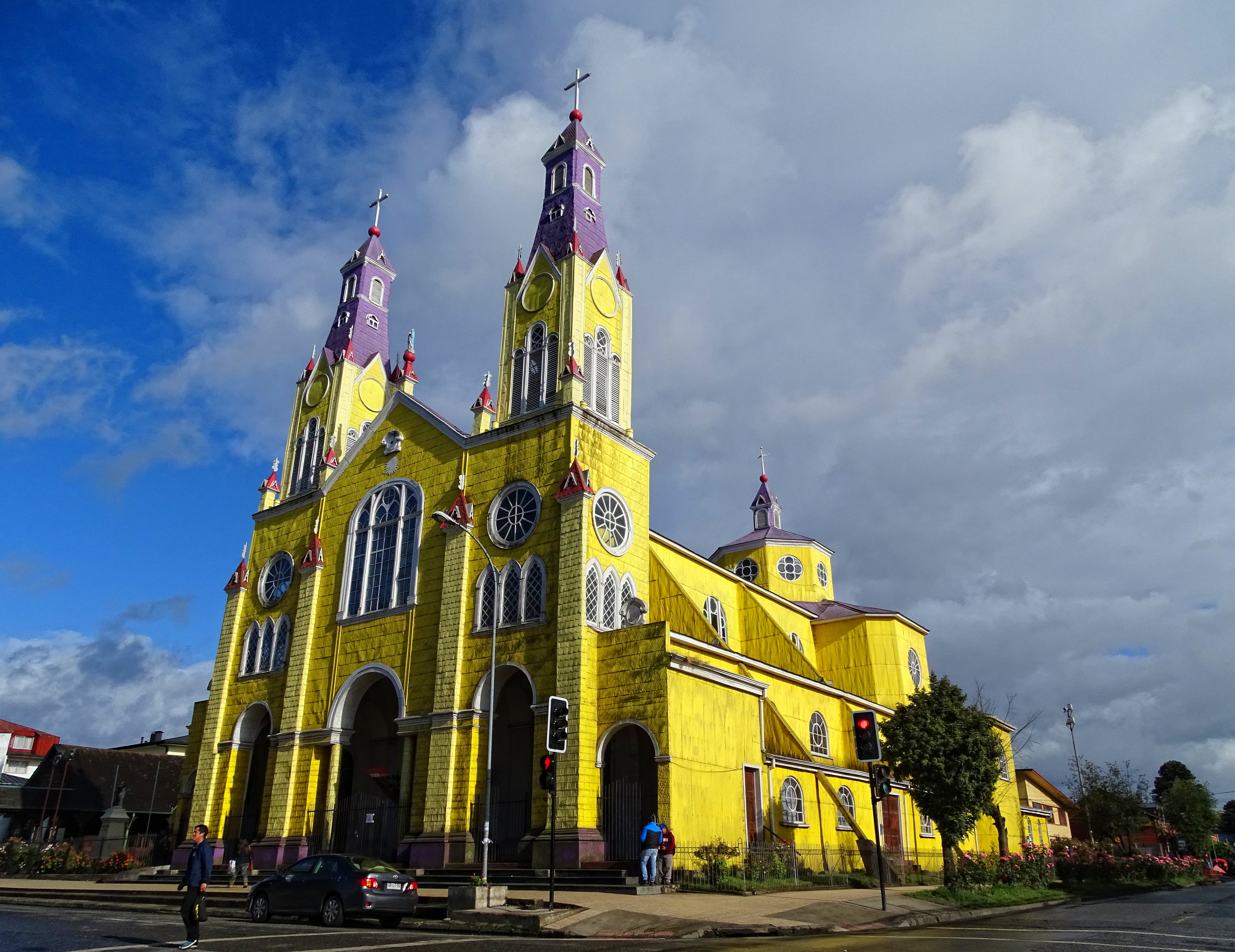
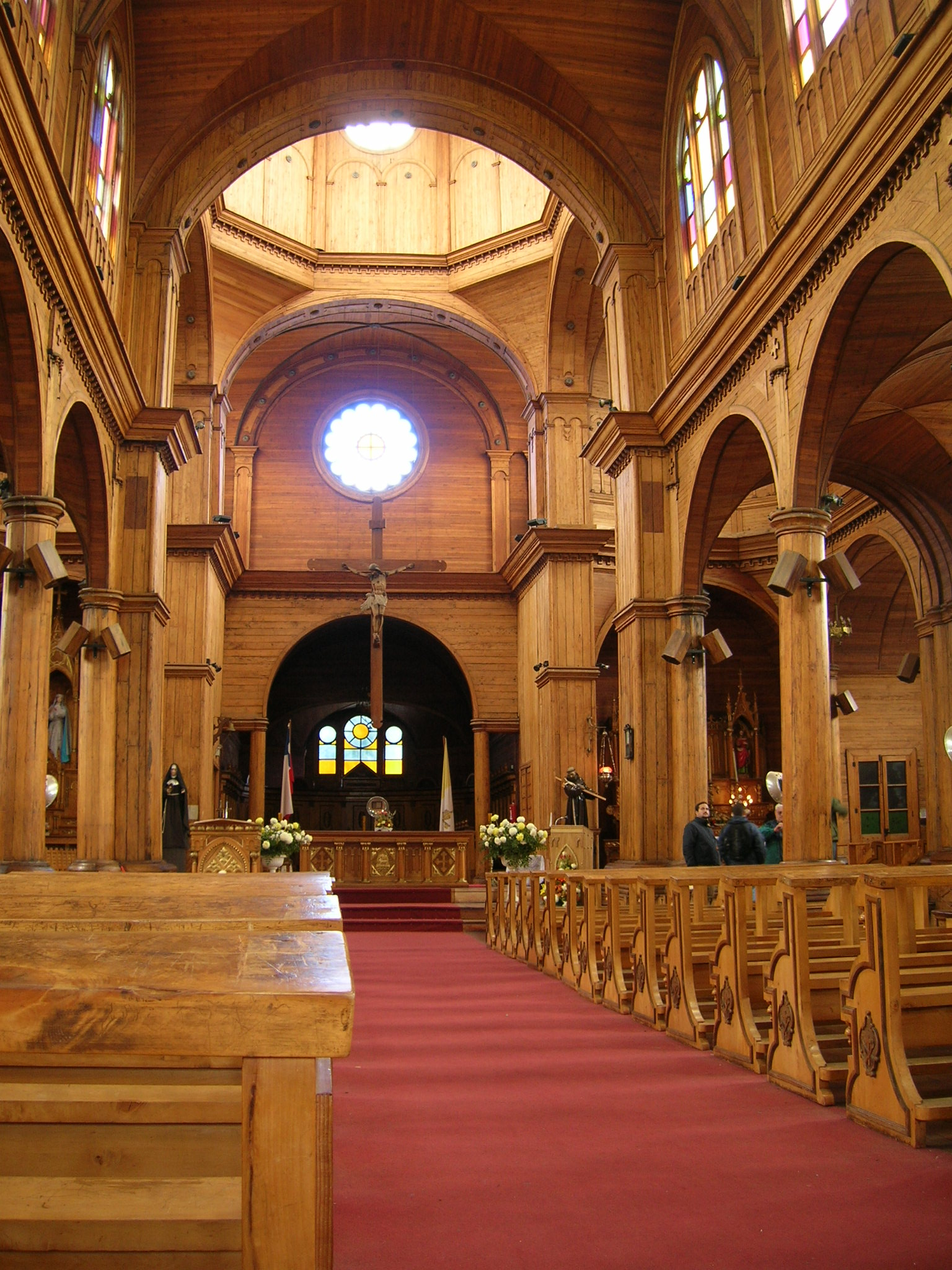
Церковний інтер'єр.
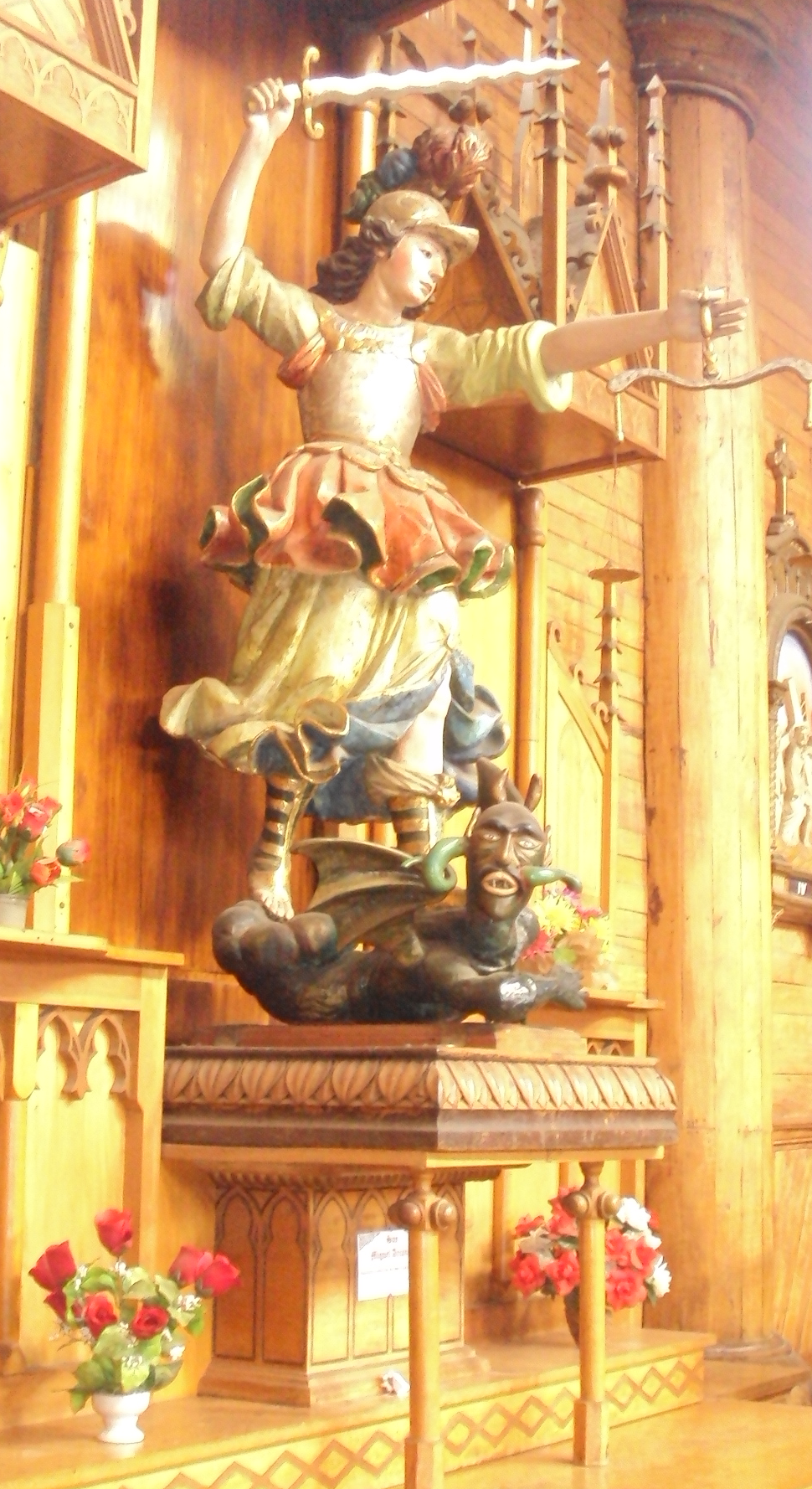
Вівтар Архангела Михаїла.